# Balkan Cup 1931
De Balkan Cup 1931 was de 2e editie van dit voetbaltoernooi. Het toernooi werd gespeeld tussen 30 september en 4 oktober 1931. Er waren drie deelnemers. Bulgarije werd kampioen.

## Eindstand
| Team        | Gsp | W | G | V | DV | DT | DS | Ptn |
| ----------- | --- | - | - | - | -- | -- | -- | --- |
| Bulgarije   | 2   | 2 | 0 | 0 | 8  | 3  | +5 | 4   |
| Turkije     | 6   | 1 | 0 | 1 | 3  | 5  | –2 | 2   |
| Joegoslavië | 6   | 0 | 0 | 2 | 2  | 5  | –3 | 0   |

## Wedstrijden
|                                                        |                                                                  |       |                 |                                                                                  |
| 27 september 1931 «onderlinge duels» 14:00 uur (UTC+2) | Bulgarije                                                        | 5 – 1 | Turkije         | Joenakstadion, Sofia Toeschouwers: 10.000 Scheidsrechter: Mihály Iváncsics (HUN) |
| 27 september 1931 «onderlinge duels» 14:00 uur (UTC+2) | Mihail Lozanov 4' Asen Panchev 50', 76', 80' Velcho Stoyanov 56' |       | 31' Hakkı Yeten | Joenakstadion, Sofia Toeschouwers: 10.000 Scheidsrechter: Mihály Iváncsics (HUN) |

|                                   |                                  |       |             |                                                                                 |
| 2 oktober 1931 «onderlinge duels» | Turkije                          | 2 – 0 | Joegoslavië | Athletic Park, Sofia Toeschouwers: 4.000 Scheidsrechter: Mihály Iváncsics (HUN) |
| 2 oktober 1931 «onderlinge duels» | Rebii Erkal 7' Fikret Arıcan 25' |       |             | Athletic Park, Sofia Toeschouwers: 4.000 Scheidsrechter: Mihály Iváncsics (HUN) |

|                                   |                                                          |       |                                               |                                                                                  |
| 4 oktober 1931 «onderlinge duels» | Bulgarije                                                | 3 – 2 | Joegoslavië                                   | Joenakstadion, Sofia Toeschouwers: 15.000 Scheidsrechter: Mihály Iváncsics (HUN) |
| 4 oktober 1931 «onderlinge duels» | Mihail Lozanov 50' Liubomir Angelov 56' Asen Panchev 86' |       | 3' Aleksandar Tirnanić 20' Blagoje Marjanović | Joenakstadion, Sofia Toeschouwers: 15.000 Scheidsrechter: Mihály Iváncsics (HUN) |